# Aying
Aying es un municipio situado en el distrito de Múnich, en el estado federado de Baviera (Alemania), con una población a finales de 2023 de unos 5613 habitantes.
Se encuentra ubicado al sur del estado, en la región de Alta Baviera, cerca de la ciudad de Múnich y de la orilla del río Isar —un afluente derecho del Danubio—.